# Alice of Wonderland in Paris
Alice of Wonderland in Paris (Alicia del País de las Maravillas en París) es una película de animación estadounidense, parcialmente basada en la obra Las aventuras de Alicia en el país de las maravillas de Lewis Carroll. Se estrenó el 5 de febrero de 1966.

## Sinopsis
La joven Alicia, tras haberse convertido en una celebridad por sus aventuras en el País de las Maravillas, está en su habitación soñando con visitar París. Un ratón parlante, de nombre François, se pasea en bicicleta por la habitación de Alicia y quiere hacer una encuesta sobre sus quesos favoritos. Alicia decide unirse a François para ir a su París natal, con lo que el ratón usa un champiñón mágico para reducir el tamaño de Alicia. Juntos pasean por París, donde François narra una serie de cuentos relacionados con la ciudad francesa.

## Producción
Alice of Wonderland in paris fue realizada por Gene Deitch y William L. Snyder, que previamente habían colaborado en Munro, un cortometraje que había ganado el Óscar al Mejor cortometraje animado en 1961. Anteriormente, y por un breve espacio de tiempo, habían trabajado en la producción de cortometrajes animados de Tom y Jerry y Popeye.
Para esta película, Deitch y Snyder reinventaron a la heroína de Carroll como una joven estadounidense obsesionada con visitar la capital francesa, después de una mala experiencia cuando su amigo de la infancia se cayó en un pozo y se transformó en un cachorro de perro. En una escena de la película, Alicia remarca: "¡Llegar al País de las Maravillas fue fácil - todo lo que tenía que hacer era caer en la locura. Pero seamos realistas - se necesita dinero para llegar a París!". Aparte de la mención, anecdótica, del libro de Carroll y el uso de un champiñón mágico para reducir el tamaño de Alicia, la película apenas tiene relación con la obra original.
La película incluye adaptaciones breve de cinco cuentos: Madeline and the Bad Hat y Madeline and the Gypsies de Ludwig Bemelmans, Anatole de Eve Titus, The Frowning Prince de Crockett Johnson y Many Moons de James Thurber. Los actores Carl Reiner, Howard Morris y Allen Swift prestaron sus voces a los personajes, y la actriz canadiense Norma MacMillan puso su voz a Alicia.
La película tiene una duración de 52 minutos, con lo que era demasiado corta para su estreno como largometraje, y fue distribuida en Estados Unidos en 1966 formando paquete con el cortometraje White Mane. Su distribución corrió a cargo de una compañía llamada Childhood Productions; Paramount reestrenó la película en los años 1970 como Alice in New Wonderland (Alicia en un nuevo País de las Maravillas), nuevamente acompañando a White Mane.